# Frequently Asked Questions About Time Travel
Frequently Asked Questions About Time Travel (Abbreviato: FAQ About Time Travel) è un film del 2009 diretto da Gareth Carrivick. Il film vede come protagonisti gli attori: Chris O'Dowd, Dean Lennox Kelly e Marc Wootton. Nello stesso anno viene proiettato per la prima volta nelle sale cinematografiche del Regno Unito e dell'Irlanda. In televisione è andato in onda nell'agosto del 2010 sul secondo canale della BBC, con un ascolto medio dell'8,6%, per un totale di circa 1.030.000 spettatori.

## Trama
Il film inizia con il licenziamento di Ray (Chris O'Dowd) da addetto di un parco a tema. Per consolarsi, invita in un pub, per una bevuta, i suoi migliori amici Toby (Marc Wootton) e Pete (Dean Lennox Kelly).
Ray è un fanatico dei viaggi nel tempo, e, nel momento in cui gli viene chiesto di comprare due pinte, incontra Cassie. Quest'ultima, per una incredibile combinazione, gli riferisce di provenire dal futuro, rivelandogli che lui stesso, nel futuro, sarà ricco e famoso. Inoltre gli riferisce anche dell'esistenza di un gruppo criminale, i cosiddetti Revisori, che cercano di manipolare la storia uccidendo persone famose. Ma il vero scopo di Cassie, in realtà, è quello di tornare indietro nel tempo perché deve riparare una sorta di alterazione temporale. Poco dopo Ray comunica ai suoi amici l'accaduto. Pete, il più scettico del gruppo, si imbatte, dopo essere andato in bagno, in una orribile scena accorgendosi che l'alterazione temporale era, quindi avvenuta nel bagno degli uomini.
Ray e Toby, inizialmente increduli, sfidano Pete avviandosi verso il bagno e cadendo così in una sorta di loop temporale: i tre vedono se stessi al banco del pub, azione accaduta mezz'ora prima. Per evitare la creazione di un paradosso temporale, si nascondono in un ripostiglio, e successivamente, dopo un incontro con Cassie, entrano nel bagno delle donne.
Purtroppo non si accorgono, appena usciti, di essere stati proiettati addirittura più o meno nell'anno 2100. Pete impaurito rientra nel bagno delle donne per cercare di tornare nella sua epoca, ma esce subito dopo dal bagno degli uomini con la barba e mal vestito.
Pete riferisce ai suoi tra amici, che quando è entrato nel bagno delle donne si è in realtà ritrovato in una foresta e in un'epoca incerta, dove accadevano cose terribili. Impaurito e tremante, Pete avvisa gli amici che il futuro in cui erano stati proiettati era molto pericoloso e che quindi devono rientrare nel bagno per cercare di tornare nella loro epoca.
Mentre i tre si preparano, Ray vede un dipinto che rappresenta loro tre e la loro fama, ma ancora non riescono a capire il motivo del loro successo. Spaventati da un rumore, tornano nel bagno degli uomini giungendo in un'epoca non tanto lontana dal loro presente.
Nel pub di quest'epoca è in corso una festa a tema, dedicata a loro tre. Riescono ad intuire che la loro fama è dovuta ad un foglietto perduto, rimasto sul tavolo del pub in cui si erano inizialmente incontrati. Sul retro del foglietto vi era qualcosa di misterioso che li ha resi famosi.
Qui incontrano anche Millie, una ragazza che si finge una loro aiutante e che riesce a riportarli nel presente. Si scopre poco dopo che Millie in realtà è uno dei tanti Revisori. Era giunta in quel luogo proprio per uccidere i protagonisti, e li riporta nel presente per ucciderli nel momento considerato da lei "temporalmente" migliore. I ragazzi si accorgono troppo tardi dell'errore commesso, così Millie riesce ad uccidere tutti i presenti nella stanza: non avverte però che Ray è ancora vivo, e che, con le sue ultime forze, riesce a rovesciare una pinta di birra sul foglietto della loro fama cancellando il testo. Così i Revisori non avranno più motivo di uccidere i tre amici "non più famosi".

## Critiche
Il film è stato recensito negativamente. Nel sito Rotten Tomatoes ha avuto una valutazione di 37%. Il giornale The Sunday Times gli ha dato due stelle su cinque, invece il Times gli ha dato 3 su 5. Il film è stato inoltre recensito da quotidiani come The Daily Mirror, The Guardian, The Independent.